# إيليزا بولوك
إيليزا بولوك (بالإنجليزية: Eliza Pollock) هي نبالة أمريكية، ولدت في 24 أكتوبر 1840 في هاملتن في الولايات المتحدة، وتوفيت في 25 مايو 1919 في وويومينغ في الولايات المتحدة.

## وصلات خارجية
- إيليزا بولوك على موقع اللجنة الأولمبية الدولية (الإنجليزية)
- إيليزا بولوك على موقع أوليمبيديا (الإنجليزية)